# Monte Anne
Il Monte Anne è una montagna dell'Antartide, alta 3870 m che si trova circa 11 km a nord del Monte Elizabeth, nella catena montuosa dei Monti della Regina Alessandra.
La montagna fu scoperta e mappata nel corso della spedizione Nimrod (1907-1909), guidata dall'esploratore polare britannico Ernest Shackleton e venne così denominata in onore di Anne (Ann) Dawson-Lambton, una dei finanziatori privati della spedizione inglese.
A partire dal versante orientale del monte, fluisce in direzione est il ghiacciaio Evans.